# Ercan Altinsoy
Mehmet Ercan Altinsoy (* 1974 in Eskişehir, Türkei) ist Akustiker und Hochschullehrer an der Technischen Universität Dresden.
Ercan Altinsoy studierte von 1992 bis 1999 Maschinenbau an der Technischen Universität Istanbul.
Von 2000 bis 2006 promovierte er an der Ruhr-Universität Bochum unter Jens Blauert zum Thema „Audiotaktile Interaktion in virtuellen Umgebungen“. Im Jahr 2006 kam er als Wissenschaftlicher Assistent an die Technische Universität Dresden, wo er ab 2009 den Lehrstuhl Kommunikationsakustik kommissarisch leitete. 2015 habilitierte er zum Dr.-Ing. habil.
2014 wurde ihm der Lothar-Cremer-Preis der Deutschen Gesellschaft für Akustik verliehen.
Im Mai 2016 wurde er an der TU Dresden zum ordentlichen Professor für Akustik und Haptik berufen.